# Nunton and Bodenham

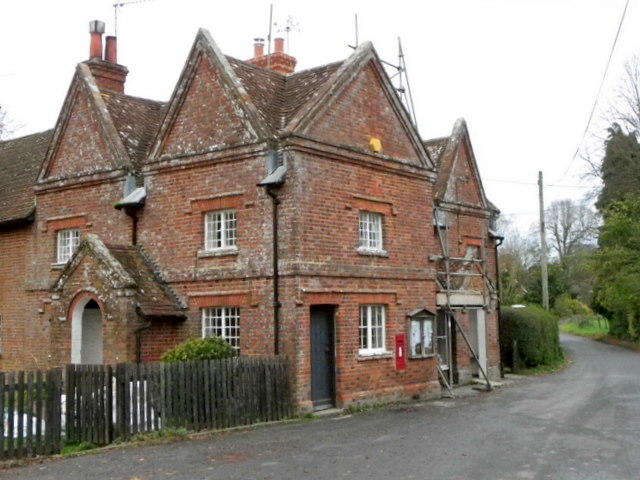
Bodenham

Nunton and Bodenham var en civil parish fram till 1934 då den blev en del av Odstock, i grevskapet Wiltshire, i England. Civil parish var belägen 4 km från Salisbury och hade 259 invånare år 1931.